# Primera División de baloncesto 1966-67
La temporada 1966-67 de la Liga Española de Baloncesto fue la undécima edición de dicha competición. La formaron once equipos equipos en un único grupo, jugando todos contra todos a doble vuelta. Los dos últimos clasificados disputaron una liguilla de promoción junto al tercero y cuarto de la Segunda División, para determinar qué dos equipos jugarían la temporada siguiente en la máxima categoría. Comenzó el 9 de octubre de 1966 y finalizó el 19 de marzo de 1967. El campeón fue por primera vez el  Club Juventud de Badalona, que se proclamó ganador de la liga en la última jornada, ya que el Real Madrid CF perdió el último partido en el último segundo contra el CB Estudiantes, con una canasta de Emilio Segura.

## Equipos participantes
| Equipo               | Sede                    |
| -------------------- | ----------------------- |
| FC Barcelona         | Barcelona               |
| Real Madrid CF       | Madrid                  |
| Club Juventud        | Badalona                |
| CB Hospitalet        | Hospitalet de Llobregat |
| CD Mataró            | Mataró                  |
| CB Estudiantes       | Madrid                  |
| Picadero JC          | Barcelona               |
| Club Águilas         | Bilbao                  |
| Club Natación Helios | Zaragoza                |
| SD Kas Vitoria       | Vitoria                 |
| R. C. N. Tenerife    | Tenerife                |

## Clasificación
| Pos. | Equipo                 | PJ | G  | P  | GF   | GC   | DG   | Pts | Clasificación o descenso             |
| ---- | ---------------------- | -- | -- | -- | ---- | ---- | ---- | --- | ------------------------------------ |
| 1    | Juventud Kalso (C)     | 20 | 18 | 2  | 1653 | 1128 | +525 | 38  | Clasificado para la Copa de Europa   |
| 2    | Real Madrid            | 20 | 18 | 2  | 1618 | 1156 | +462 | 38  | Clasificado para la Copa de Europa   |
| 3    | Estudiantes            | 20 | 14 | 6  | 1501 | 1212 | +289 | 34  |                                      |
| 4    | Picadero Damm          | 20 | 13 | 7  | 1449 | 1271 | +178 | 33  |                                      |
| 5    | Kas                    | 20 | 10 | 10 | 1406 | 1333 | +73  | 30  | Clasificado para la Recopa de Europa |
| 6    | Molfort's Mataró       | 20 | 9  | 11 | 1278 | 1294 | −16  | 29  |                                      |
| 7    | Barcelona              | 20 | 9  | 11 | 1270 | 1325 | −55  | 29  |                                      |
| 8    | Náutico                | 20 | 8  | 12 | 1143 | 1292 | −149 | 28  |                                      |
| 9    | Águilas                | 20 | 7  | 13 | 1185 | 1376 | −191 | 27  |                                      |
| 10   | L'Hospitalet (R)       | 20 | 3  | 17 | 1053 | 1516 | −463 | 23  | Promoción de descenso                |
| 11   | Helios Trinaranjus (O) | 20 | 1  | 19 | 916  | 1569 | −653 | 21  | Promoción de descenso                |

 Fuente: Linguasport
Notas:
1. ↑  Al final de la temporada, CN Helios renunció a su puesto en la liga.

| Campeón 1966-67 |
| --------------- |
| Juventud Kalso  |

## Promoción de descenso
| Equipo 1      | Agr.    | Equipo 2              | Ida   | Vuelta |
| ------------- | ------- | --------------------- | ----- | ------ |
| CB Hospitalet | 113–152 | Club Vallehermoso OJE | 57–77 | 56–75  |
| CN Helios     | 105–99  | Real Canoe N. C.      | 50–49 | 55–50  |

## Máximos anotadores
| Pos. | Nombre                       | Equipo | Puntos |
| ---- | ---------------------------- | ------ | ------ |
| 1.   | Alfonso Martínez             | JUV    | 441    |
| 2.   | Nino Buscató                 | JUV    | 357    |
| 3.   | Juan Antonio Martínez Arroyo | EST    | 353    |